# Bathyraja multispinis
Bathyraja multispinis är en rockeart som först beskrevs av Norman 1937.  Bathyraja multispinis ingår i släktet Bathyraja och familjen egentliga rockor. IUCN kategoriserar arten globalt som nära hotad. Inga underarter finns listade.